# Herregårde i Holbæk Amt
Herregårde i Holbæk Amt (Holbæk Amt)
Før Kommunalreformen i 1970 bestod amtet af syv herreder:

## Ars Herred
- Asnæsgård – Årby Sogn
- Flinterupgård – Svallerup Sogn
- Philipsdal – Svallerup Sogn
- Saltofte – Ubby Sogn
- Kaalund Kloster (Kalundborg Slots Ladegård) – Vor Frue Sogn (Kalundborg Kommune)
- Lerchenborg – Årby Sogn
- Lerchenfeld – Vor Frue Sogn (Kalundborg Kommune)
- Mineslund – Årby Sogn

## Løve Herred
- Bøstrup – Drøsselbjerg Sogn
- Mullerupgaard – Drøsselbjerg Sogn
- Kattrup – Buerup Sogn
- Kragerup – Ørslev
- Løvegård – Gierslev Sogn
- Nørager – Buerup Sogn
- Selchausdal – Buerup Sogn
- Hallebygård – Buerup Sogn
- Solbjerggård – Solbjerg
- Sæbygård – Sæby Sogn
- Hesselbjerggaard – Ruds Vedby Sogn
- Buskysminde – Ruds Vedby Sogn
- Vedbygård – Ruds Vedby Sogn
- Falkenhøj – Ruds Vedby Sogn
- Frihedslund – Ruds Vedby Sogn
- Ågård – Gørlev Sogn

## Merløse Herred
- Bonderup – Store Tåstrup Sogn
- Eriksholm – Ågerup sogn
- Holbæk Slots Ladegaard – Holbæk købstad
- Knabstrup – Sønder Jernløse Sogn
- Kongsdal – Undløse Sogn
- Løvenborg – Butterup Sogn
- Tersløsegaard – Tersløse Sogn
- Tølløsegaard – Tølløse Sogn

## Ods Herred
- Anneberg – Højby Sogn
- Dragsholm – Fårevejle Sogn
- Ellingegaard – Højby Sogn

## Samsø Herred
- Brattingsborg – Tranebjerg Sogn

## Skippinge Herred
- Algestrup – Føllenslev Sogn
- Aunsøgård – Aunsø Sogn
- Birkendegård – Værslev Sogn
- Davrup – Bjergsted Sogn
- Dønnerup – Holmstrup Sogn
- Egemarke – Føllenslev Sogn
- Kaltredgård – Bregninge Sogn
- Smakkerupgård – Viskinge Sogn
- Særslevgård – Særslev Sogn
- Vesterbygård – Jorløse Sogn

## Tuse Herred
- Aggersvold – Hjembæk Sogn
- Bjergbygaard – Stigs Bjergby Sogn
- Hagestedgaard – Hagested Sogn
- Hørbygaard – Hørby Sogn
- Gislingegård – Gislinge Sogn
- Orelund – Skamstrup Sogn
- Svinningegård – Svinninge Sogn
- Toftholm – Mørkøv Sogn
- Torbenfeldt – Frydendal Sogn
- Vognserup – Kundby Sogn